# Bellura
Bellura là một chi bướm đêm thuộc họ Noctuidae.

## Các loài
- Bellura anoa (Dyar, 1913)
- Bellura brehmei (Barnes & McDunnough, 1916)
- Bellura densa (Walker, 1865)
- Bellura gortynoides Walker, 1865
- Bellura matanzasensis (Dyar, 1922)
- Bellura obliqua (Walker, 1865)
- Bellura pleostigma (Dyar, 1913)
- Bellura vulnifica (Grote, 1873) (đồng nghĩa: Arzama diffusa Grote, 1878, Arzama melanopyga Grote, 1881)